# 진주 동산리 충노 최의남 정려 현판
진주 동산리 충노 최의남 정려 현판(晉州 東山里 忠奴 崔義男 旌閭 懸板)은 대한민국 경상남도 진주시 진성면 동산리에 있는 정려 현판이다. 2011년 12월 29일 경상남도의 문화재자료 제544호로 지정되었다.

## 개요
정려 현판은 1835년에 이루어진 것으로 무두 26행이며 각행 6자이다. 숙종 13년(1686년) 정려가 내렸다. 300년 전에 사노(私奴)에 대한 국가적 표창이라는 점에서 매우 희귀한 자료이다. 정려판을 마을 입구에 보호각을 세워 보관하고 있으며, 보호각 안에는 비석이 따로 세워져 있다.

## 참고 자료
- 진주 동산리 충노 최의남 정려 현판 - 국가유산청 국가유산포털